# ناگیسا کاتاهیرا
ناگیسا کاتاهیرا (انگلیسی: Nagisa Katahira؛ زادهٔ ۱۲ ژوئیهٔ ۱۹۵۹) بازیگر سینما و تلویزیون و خواننده اهل کشور ژاپن است. از فیلم هایی که وی در آنها بازی کرده است میتوان به سریال خواهر عزیز اشاره کرد.